# Porfiroide

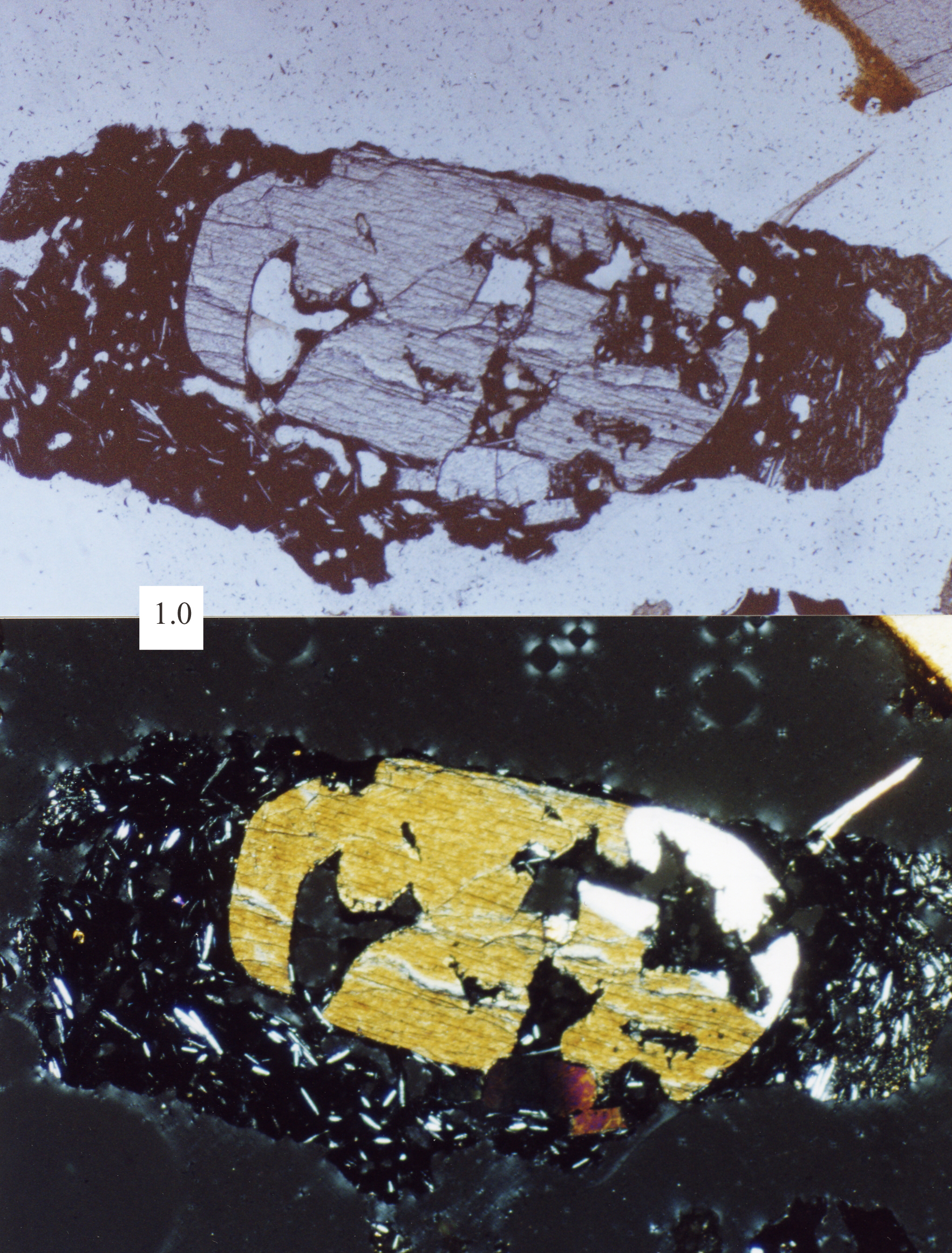
Un grano de arena volcánica porfirítica vista bajo un Microscopio de luz polarizada.

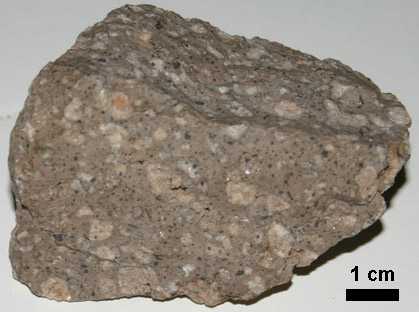
Porfiroide de andesita de la cumbre de O'Leary Peak.

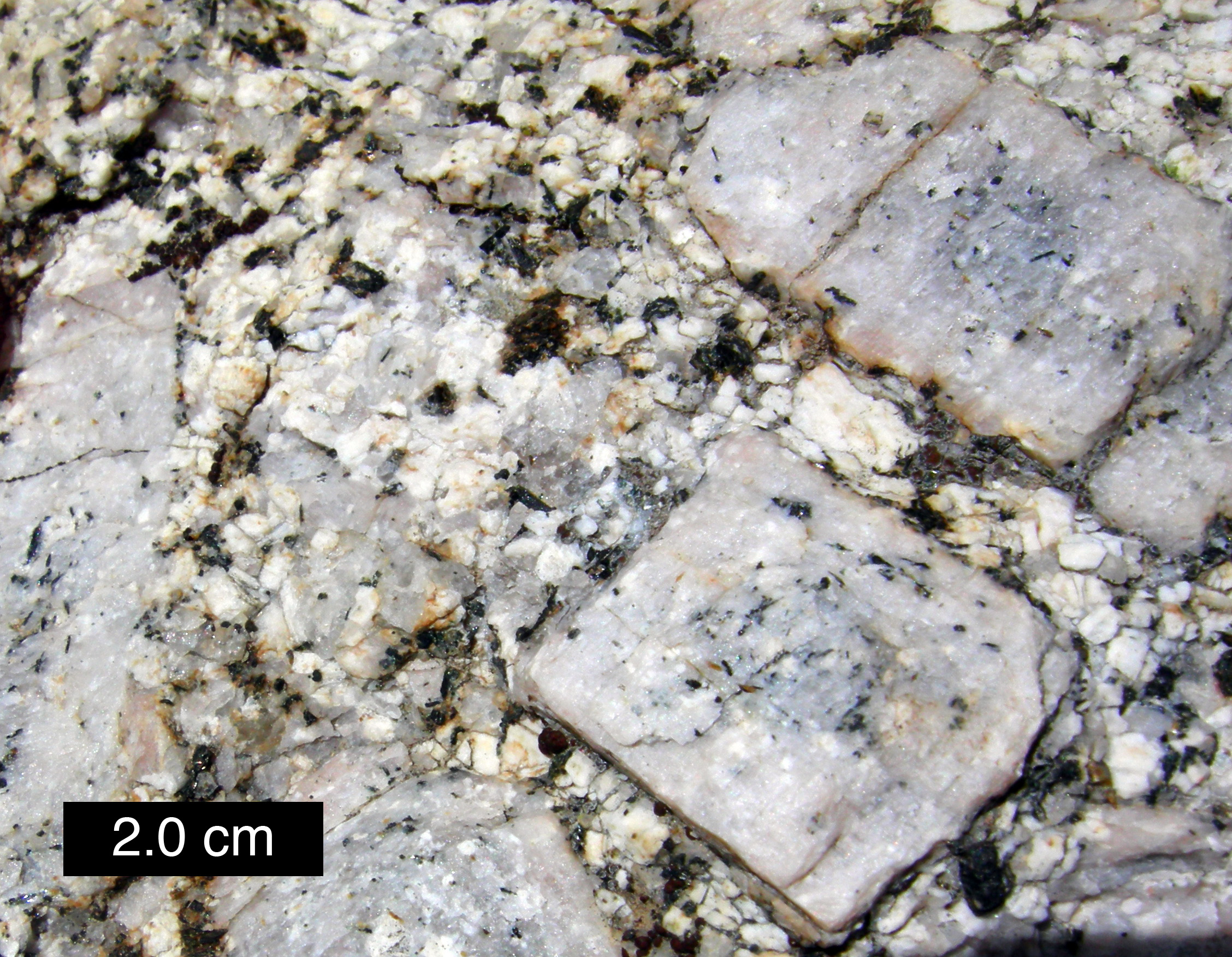
Textura porfirítica en el granito de California.

Porfiroide es una denominación usada en geología para las rocas ígneas con una diferencia distintiva en el tamaño de los cristales que las conforman.  Los porfiroides pueden ser extrusivos, con cristales grandes o fenocristales depositados en matrices de cristales no visibles, como en el basalto porfirítico; o intrusivos con cristales individuales en la matriz, fácilmente distinguibles a simple vista, pero de tallas claramente diferentes, como ocurre en el granito porfirítico. La mayoría de los tipos de rocas ígneas pueden mostrar algún grado de textura porfirítica. El principal tipo de roca con textura porfirítica es el pórfido, pero no todas los porfiroides son pórfidos.

## Formación
Los porfiroides se forman cuando una columna de magma se enfría en dos estadios al elevarse: en el primer estadio el magma se enfría lentamente en zonas profundas de la corteza, creando cristales de un diámetro de 2 mm o superior; en el estadio final, el magma se enfría rápidamente a menos profundidad o al entrar en erupción un volcán, creando granos pequeños que normalmente son invisibles a la vista.